# A Modern Salome
A Modern Salome er en amerikansk stumfilm fra 1920 af Leonce Perret.

## Medvirkende
- Hope Hampton som Virginia Hastings
- Sidney Mason som Robert Monti
- Percy Standing som James Vandam
- Arthur Donaldson som Walter Greene
- Wyndham Standing som Harry Torrence
- Agnes Ayres som Helen Torrence